# Allendorf (Eder)
Allendorf (Eder) (Ausspracheⓘ) ist eine Gemeinde im südwestlichen Teil des nordhessischen Landkreises Waldeck-Frankenberg.

## Geografie
Allendorf liegt im Tal der Eder zwischen Frankenberg, einem Mittelzentrum, und Battenberg westlich des Burgwalds sowie östlich der Breiten Struth im Ederbergland. Das nächstgelegene Oberzentrum ist die Universitätsstadt Marburg.
Allendorf grenzt im Nordwesten an die Stadt Bad Berleburg (Kreis Siegen-Wittgenstein, Nordrhein-Westfalen), im Norden an die Stadt Hallenberg (Hochsauerlandkreis, Nordrhein-Westfalen), im Osten an die Stadt Frankenberg, im Südosten an die Gemeinde Burgwald sowie im Süden und Westen an die Stadt Battenberg (alle im Landkreis Waldeck-Frankenberg).
Seit der Gebietsreform im Jahr 1971 bildete die Kerngemeinde Allendorf mit den Ortsteilen Battenfeld, Rennertehausen, Haine und Osterfeld eine Gemeinde in der weiten Ederaue. Zum 1. Januar 2023 wurde Bromskirchen mit seinen Ortsteilen eingemeindet. Die urkundlichen Ersterwähnungen der heutigen Ortsteile waren:
- Allendorf (1107)
- Battenfeld (778)
- Bromskirchen (1238)
- Dachsloch (17. Jahrhundert)
- Haine (850)
- Neuludwigsdorf (1774)
- Osterfeld (1774); erhielt 1999 den Status eines Ortsteiles.
- Rennertehausen (1274)
- Seibelsbach
- Somplar (1353)

## Geschichte

### Ortsgeschichte
Im Jahr 1107 wurde Allendorf erstmals als Schenkung Graf Kunimunds an die Abtei Hersfeld urkundlich erwähnt. 1567 kam die Gemeinde mit dem Amt Battenberg zunächst zur Landgrafschaft Hessen-Marburg und 1624 zu Hessen-Darmstadt. 1866 wurde sie Teil des preußischen Kreises Battenberg, 1932 des Kreises Frankenberg und 1974 des Landkreises Waldeck-Frankenberg.
Die Statistisch-topographisch-historische Beschreibung des Großherzogthums Hessen berichtet 1830 über Allendorf:

„Allendorf (L. Bez. Battenberg) evangel. Filialdorf; liegt 1⁄2 St. von Battenberg an der Eder, hat 118 Häuser und 720 Einw., die bis auf 3 Kath. und 23 Juden evangelisch sind. – Bei der Abtheilung, die 1291 zwischen dem Erzstifte Mainz und dem Grafen Hermann von Battenberg statt fand, blieb letzterm unter andern das Gericht Allendorf. Aber wahrscheinlich kam Allendorf mit andern Orten 1297 durch Kauf an Mainz, welches dasselbe 1464 dem Landgrafen Heinrich III. verpfändete. Einer Sage zu Folge war hier in uralten Zeiten ein Salzwerk, dessen frühere Erstenz die noch üblichen Namen „Salzbrunnen und Salzwege“ allerdings wahrscheinlich machen, jedoch fehlen noch nähere Spuren und Nachrichten.“

### Eingemeindungen
Im Zuge der Gebietsreform in Hessen wurden auf freiwilliger Basis eingegliedert: Zum 1. Februar 1971 die bis dahin selbständige Gemeinde Battenfeld; Zum 1. April 1971 kam Rennertehausen hinzu; Haine folgte am 1. Juli 1971. Für die ehemals eigenständigen Gemeinden und die Kerngemeinde wurde je ein Ortsbezirk mit Ortsbeirat und Ortsvorsteher nach der Hessischen Gemeindeordnung gebildet.
Bei einer Bürgerbefragung am 14. März 2021 entschieden sich die Bromskirchener mit großer Mehrheit (73 %) für die Eingemeindung nach Allendorf (Eder) (in Allendorf stimmten 72 % für den Zusammenschluss). Damit wurden zum 1. Januar 2023 alle Ortsteile der Gemeinde Bromskirchen zu Ortsteilen der Gemeinde Allendorf (Eder) und die Verwaltungsgemeinschaft Allendorf (Eder)-Bromskirchen, der beide Gemeinden angehörten, wurde aufgelöst.

### Verwaltungsgeschichte im Überblick
Die folgende Liste zeigt die Staaten und Verwaltungseinheiten, denen Allendorf angehört(e):
- um 1240: Heiliges Römisches Reich, Grafschaft Battenberg, Gericht Battenfeld
- um 1290: Heiliges Römisches Reich, Grafschaft Battenberg, Gericht Allendorf
- um 1300 und später: Heiliges Römisches Reich, Kurfürstentum Mainz, Amt Battenberg
- ab 1464: Heiliges Römisches Reich, Landgrafschaft Hessen, Amt Battenberg
- ab 1567: Heiliges Römisches Reich, Landgrafschaft Hessen-Marburg, Amt Battenberg[11]
- 1604–1648: strittig zwischen Hessen-Kassel und Hessen-Darmstadt (Hessenkrieg)
- ab 1604: Heiliges Römisches Reich, Landgrafschaft Hessen-Kassel, Amt Battenberg
- ab 1627: Heiliges Römisches Reich, Landgrafschaft Hessen-Darmstadt, Oberfürstentum Hessen, Amt Battenberg[12]
- ab 1806: Großherzogtum Hessen,[Anm. 2] Fürstentum Oberhessen, Amt Battenberg[13]
- ab 1815: Großherzogtum Hessen, Provinz Oberhessen, Amt Battenberg
- ab 1821: Großherzogtum Hessen, Provinz Oberhessen, Landratsbezirk Battenberg[Anm. 3]
- ab 1832: Großherzogtum Hessen, Provinz Oberhessen, Kreis Biedenkopf
- ab 1848: Großherzogtum Hessen, Regierungsbezirk Biedenkopf
- ab 1852: Großherzogtum Hessen, Provinz Oberhessen, Kreis Biedenkopf
- ab 1867: Norddeutscher Bund[Anm. 4], Königreich Preußen,[Anm. 5] Provinz Hessen-Nassau, Regierungsbezirk Wiesbaden, Kreis Biedenkopf (übergangsweise Hinterlandkreis)[12]
- ab 1871: Deutsches Reich, Königreich Preußen, Provinz Hessen-Nassau, Regierungsbezirk Wiesbaden, Kreis Biedenkopf
- ab 1918: Deutsches Reich (Weimarer Republik), Freistaat Preußen, Provinz Hessen-Nassau, Regierungsbezirk Wiesbaden, Kreis Biedenkopf
- ab 1932: Deutsches Reich, Freistaat Preußen, Provinz Hessen-Nassau, Regierungsbezirk Kassel, Landkreis Frankenberg
- ab 1944: Deutsches Reich, Freistaat Preußen, Provinz Kurhessen, Landkreis Frankenberg
- ab 1945: Amerikanische Besatzungszone,[Anm. 6] Groß-Hessen, Regierungsbezirk Kassel, Landkreis Frankenberg
- ab 1946: Amerikanische Besatzungszone, Hessen, Regierungsbezirk Kassel, Landkreis Frankenberg
- ab 1949: Bundesrepublik Deutschland, Hessen, Regierungsbezirk Kassel, Landkreis Frankenberg
- ab 1974: Bundesrepublik Deutschland, Hessen, Regierungsbezirk Kassel, Landkreis Waldeck-Frankenberg

## Bevölkerung

### Einwohnerstruktur 2011
Nach den Erhebungen des Zensus 2011 lebten am Stichtag dem 9. Mai 2011 in Allendorf 5626 Einwohner. Darunter waren 416 (7,4 %) Ausländer, von denen 81 aus dem EU-Ausland, 284 aus anderen europäischen Ländern und 51 aus anderen Staaten kamen. (Bis zum Jahr 2020 erhöhte sich die Ausländerquote auf 9,5 %.) Der hohe Ausländeranteil resultiert maßgeblich aus dem wirtschaftlichen Aufschwung, den die Viessmann Werke der Gemeinde in den 1960er Jahren bescherten und der damit einhergehenden Zuwanderung von Gastarbeitern. Nach dem Lebensalter waren 1114 Einwohner unter 18 Jahren, 2374 zwischen 18 und 49, 1206 zwischen 50 und 64 und 933 Einwohner waren älter. Die Einwohner lebten in 2221 Haushalten. Davon waren 523 Singlehaushalte, 625 Paare ohne Kinder und 857 Paare mit Kindern, sowie 191 Alleinerziehende und 25 Wohngemeinschaften. In 409 Haushalten lebten ausschließlich Senioren und in 1562 Haushaltungen lebten keine Senioren.
Im Jahr 2007 hatte Allendorf das niedrigste Durchschnittsalter sowie den höchsten Ausländeranteil aller Gemeinden und Städte im Kreis Waldeck-Frankenberg. Darüber hinaus wurde in Allendorf die im Landkreis Waldeck-Frankenberg höchste Zahl an deutschen Staatsangehörigen mit dem Geburtsort außerhalb der Bundesrepublik Deutschland festgestellt.

### Einwohnerentwicklung
| • 1502: | 010 Männer                |
| • 1577: | 068 Haushaltungen         |
| • 1712: | 084 Haushaltungen         |
| • 1806: | 556 Einwohner, 102 Häuser |
| • 1829: | 720 Einwohner, 118 Häuser |

| Allendorf: Einwohnerzahlen von 1791 bis 2020 | Allendorf: Einwohnerzahlen von 1791 bis 2020 | Allendorf: Einwohnerzahlen von 1791 bis 2020 | Allendorf: Einwohnerzahlen von 1791 bis 2020 | Allendorf: Einwohnerzahlen von 1791 bis 2020 |
| --- | -------------------------------------------- | -------------------------------------------- | -------------------------------------------- | -------------------------------------------- |
| Jahr |                                              |                                              |                                              | Einwohner                                    |
| 1791 | 1791                                         |                                              | 460                                          | 460                                          |
| 1800 | 1800                                         |                                              | 460                                          | 460                                          |
| 1806 | 1806                                         |                                              | 556                                          | 556                                          |
| 1829 | 1829                                         |                                              | 720                                          | 720                                          |
| 1834 | 1834                                         |                                              | 710                                          | 710                                          |
| 1840 | 1840                                         |                                              | 769                                          | 769                                          |
| 1846 | 1846                                         |                                              | 845                                          | 845                                          |
| 1852 | 1852                                         |                                              | 850                                          | 850                                          |
| 1858 | 1858                                         |                                              | 916                                          | 916                                          |
| 1864 | 1864                                         |                                              | 895                                          | 895                                          |
| 1871 | 1871                                         |                                              | 778                                          | 778                                          |
| 1875 | 1875                                         |                                              | 805                                          | 805                                          |
| 1885 | 1885                                         |                                              | 775                                          | 775                                          |
| 1895 | 1895                                         |                                              | 783                                          | 783                                          |
| 1905 | 1905                                         |                                              | 776                                          | 776                                          |
| 1910 | 1910                                         |                                              | 870                                          | 870                                          |
| 1925 | 1925                                         |                                              | 993                                          | 993                                          |
| 1939 | 1939                                         |                                              | 1.148                                        | 1.148                                        |
| 1946 | 1946                                         |                                              | 1.493                                        | 1.493                                        |
| 1950 | 1950                                         |                                              | 1.540                                        | 1.540                                        |
| 1956 | 1956                                         |                                              | 1.537                                        | 1.537                                        |
| 1961 | 1961                                         |                                              | 1.627                                        | 1.627                                        |
| 1967 | 1967                                         |                                              | 2.072                                        | 2.072                                        |
| 1972 | 1972                                         |                                              | 4.433                                        | 4.433                                        |
| 1975 | 1975                                         |                                              | 4.979                                        | 4.979                                        |
| 1980 | 1980                                         |                                              | 5.030                                        | 5.030                                        |
| 1985 | 1985                                         |                                              | 4.975                                        | 4.975                                        |
| 1990 | 1990                                         |                                              | 5.235                                        | 5.235                                        |
| 1995 | 1995                                         |                                              | 5.639                                        | 5.639                                        |
| 2000 | 2000                                         |                                              | 5.737                                        | 5.737                                        |
| 2005 | 2005                                         |                                              | 5.640                                        | 5.640                                        |
| 2010 | 2010                                         |                                              | 5.445                                        | 5.445                                        |
| 2011 | 2011                                         |                                              | 5.626                                        | 5.626                                        |
| 2015 | 2015                                         |                                              | 5.414                                        | 5.414                                        |
| 2020 | 2020                                         |                                              | 5.628                                        | 5.628                                        |
| Datenquelle: Historisches Gemeindeverzeichnis für Hessen: Die Bevölkerung der Gemeinden 1834 bis 1967. Wiesbaden: Hessisches Statistisches Landesamt, 1968. Weitere Quellen: ; 1972:; ab 1975:; Zensus 2011 Ab 1972 einschließlich der im Zuge der Gebietsreform in Hessen eingegliederten Orte. |                                              |                                              |                                              |                                              |

### Religion

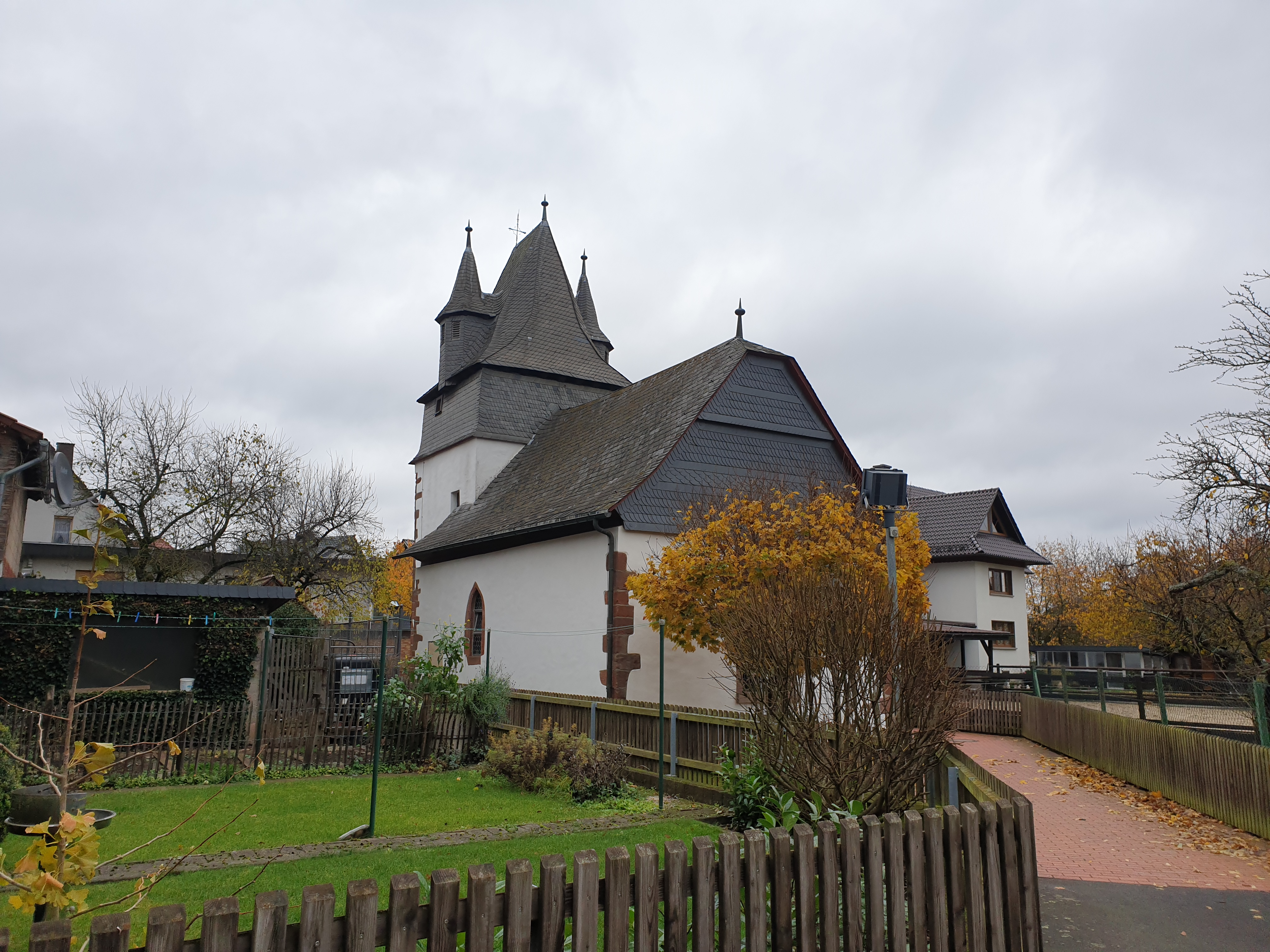
Alte Kirche Allendorf

In der Gemeinde Allendorf gibt es neun evangelische Kirchen und eine Moschee.
Religionszugehörigkeit
| • 1829: | 0890 evangelische, 3 katholische, 23 jüdische Einwohner                                      |
| • 1885: | 0770 evangelische, einen katholischen, 4 jüdische Einwohner                                  |
| • 1987: | 3453 evangelische (= 79,2 %), 486 katholische (= 11,2 %), 420 sonstige (= 9,6 %) Einwohner   |
| • 2011: | 3534 evangelische (= 62,8 %), 773 katholische (= 13,7 %), 1319 sonstige (= 23,4 %) Einwohner |

## Politik

### Gemeindevertretung
Nach der Kommunalwahl am 14. März 2021 fand am 11. Juni 2023 eine Nachwahl der Gemeindevertretung statt. Sie war wegen der zu Jahresbeginn erfolgten Eingliederung der Gemeinde Bromskirchen nötig geworden und lieferte folgendes Ergebnis, in Vergleich gesetzt zu früheren Kommunalwahlen:
| Gemeindevertretung – Nachwahlen 2023                                                                                            | Gemeindevertretung – Nachwahlen 2023                                  |
| --- | --------------------------------------------------------------------- |
| Stimmenanteil in %Wahlbeteiligung 43,91 % 50403020100 37,02 (−5,78)26,36 (−9,84)22,46 (n. k.)14,16 (−6,94) BLOCDUBLBSPD20212023 | SitzverteilungInsgesamt 31 Sitze - SPD: 4 - BLO: 12 - BLB: 7 - CDU: 8 |

| Parteien und Wählergemeinschaften | Parteien und Wählergemeinschaften           | % 2023 | Sitze 2023 | % 2021 | Sitze 2021 | % 2016 | Sitze 2016 | % 2011 | Sitze 2011 | % 2006 | Sitze 2006 | % 2001 | Sitze 2001 |
| BLO                               | Bürgerliste Ortsteile                       | 37,02  | 12         | 42,8   | 13         | 41,1   | 13         | 33,4   | 10         | 31,2   | 10         | 24,8   | 8          |
| CDU                               | Christlich Demokratische Union Deutschlands | 26,36  | 8          | 36,2   | 11         | 33,4   | 10         | 33,6   | 11         | 28,4   | 9          | 29,8   | 9          |
| BLB                               | Bürgerliste Bromskirchen                    | 22,46  | 7          | —      | —          | —      | —          | —      | —          | —      | —          | —      | —          |
| SPD                               | Sozialdemokratische Partei Deutschlands     | 14,16  | 4          | 21,1   | 7          | 25,6   | 8          | 29,7   | 9          | 24,9   | 8          | 27,5   | 8          |
| FDP                               | Freie Demokratische Partei                  | —      | —          | —      | —          | —      | —          | 3,4    | 1          | 4,2    | 1          | 1,9    | 1          |
| BLA                               | Bürgerliste Allendorf (Eder)                | —      | —          | —      | —          | —      | —          | —      | —          | 11,3   | 3          | 15,2   | 5          |
| Gentner                           | Gentner, Jörg                               | —      | —          | —      | —          | —      | —          | —      | —          | 0,7    | 0          |        |            |
| Gesamt                            | Gesamt                                      | 100,0  | 31         | 100,0  | 31         | 100,0  | 31         | 100,0  | 31         | 100,0  | 31         | 100,0  | 31         |
| Wahlbeteiligung in %              | Wahlbeteiligung in %                        | 43,91  | 43,91      | 50,4   | 50,4       | 45,6   | 45,6       | 45,1   | 45,1       | 46,6   | 46,6       | 58,5   | 58,5       |

### Bürgermeister
Nach der hessischen Kommunalverfassung wird der Bürgermeister für eine sechsjährige Amtszeit gewählt, seit dem Jahr 1993 in einer Direktwahl, und ist Vorsitzender des Gemeindevorstands, dem in der Gemeinde Allendorf (Eder) neben dem Bürgermeister ehrenamtlich ein Erster Beigeordneter und sieben weitere Beigeordnete angehören. Bürgermeister ist seit dem 2. Januar 2024 der parteiunabhängige Carsten Schäfer. Er ist Nachfolger von Claus Junghenn, der nach vier Amtszeiten nicht mehr angetreten war und in den Ruhestand verabschiedet wurde. Am 11. Juni 2023 war Schäfer im ersten Wahlgang bei 43,94 Prozent Wahlbeteiligung mit 71,54 Prozent der Stimmen gewählt worden.

Amtszeiten der Bürgermeister
- 2024–2030 Carsten Schäfer[32]
- 2000–2024 Claus Junghenn[33]
- 1970–1999 Robert Amend (CDU)[36]

| Jahr | Wahlbeteili- gung in % | Kandidaten           | Partei | Stimmen in % |
| ---- | ---------------------- | -------------------- | ------ | ------------ |
| 2023 | 43,94                  | Carsten Schäfer      |        | 71,54        |
| 2023 | 43,94                  | Andreas Lang         |        | 28,46        |
| 2017 | 72,9                   | Claus Junghenn       |        | 90,6         |
| 2011 | 31,7                   | Claus Junghenn       |        | 90,4         |
| 2005 | 41,8                   | Claus Junghenn       |        | 95,0         |
| 1999 | 70,2                   | Claus Junghenn       |        | 63,6         |
| 1999 | 70,2                   | Karl-Friedrich Frese | CDU    | 36,4         |
| 1993 | 66,9                   | Robert Amend         | CDU    | 74,7         |
| 1993 | 66,9                   | Klaus Hofmann        | SPD    | 25,3         |

### Ortsbeirat (Ortsteil Allendorf)
Ortsvorsteher und Vorsitzender des siebenköpfigen Ortsbeirates ist Stephan Noll von der  CDU. (Stand: Mai 2021)

### Wappen
| Wappen von Allendorf (Eder) | Blasonierung: „In Blau zwei abgekehrte goldene Halbmonde über einem sechsstrahligen silbernen Stern.“ |
| Wappen von Allendorf (Eder) | Wappenbegründung: Die Verleihung des Wappens erging nach Befürwortung durch ein von Karl Ernst Demandt erstelltes Gutachten vom 1. März 1967. Dieses beruhte auf Forschungen des früheren Direktors des Staatsarchivs Marburg Carl Knetsch († 1938) und des Archivars und Bibliothekars Hans Joachim von Brockhusen. Ursprünglich handelte es sich bei dem Wappen wahrscheinlich um das Familienwappen des im 15. Jahrhundert ausgestorbenen Adelsgeschlechts von Allendorf (Aldindorf, Altendorf), so Knetsch und Brockhusen. Der Dorfchronist Norbert Henkel kritisiert allerdings eine angeblich mangelhafte Beweisführung für diese Annahme. Trotz mehrfacher urkundlicher Nennung eines Adelsgeschlechts, das sich nach dem Ort Allendorf nannte, gebe es bisher keinen Nachweis darüber, dass das heutige Kommunalwappen als dessen Familienwappen diente. Nicht nachvollziehbar bleibt für Henkel, auf welcher dokumentarischen Basis Knetsch die seinen Forschungen beigefügte Wappenskizze mit dem Familienwappen der Familie von Allendorf verbindet. Die hier angesprochene Wappenskizze basierte wohl auf dem Sandsteinrelief an der Battenfelder Kirche, die wahrscheinlich aus dem 15. Jahrhundert stammt, und welches noch heute dort zu sehen ist. Hierbei handele es sich um ein Allianzwappen, das auf der rechten Seite ein Wappen mit abgekehrten Halbmonden über einem Stern zeigt und auf der linken Seite eindeutig identifizierbar das Wappen der Familie Biedenfeld. Dieses Allianzwappen illustriere gemäß heraldischer Interpretation, dass eine Frau des Geschlechtes von Allendorf mit einem Mann des Geschlechts von Biedenfeld eine Ehe eingegangen sei. Möglicherweise zog Knetsch aus einem von ihm erstellten Stammbaum der Familie von Biedenfeld den Rückschluss, dass es sich hierbei um das Wappen der Familie von Allendorf handelte. Henkel schlussfolgert, dass das heutige Kommunalwappen nicht mit Sicherheit auf ein Familienwappen der Familie von Allendorf zurückgeführt werden könne, da deren Familienwappen nicht bekannt ist bzw. ihr nicht eindeutig zuzuordnen sei. Fest steht daher für ihn, dass das Wappen einer zugeheirateten Ehefrau eines Mannes aus der Familie von Biedenfeld gehörte. Die Identität und Herkunft dieser Ehefrau ist bis heute ungeklärt. Aufgrund des Allianzwappens lasse sich vermuten, dass dieses Ehepaar mit den Baumaßnahmen an der Battenfelder Kirche in Verbindung gestanden haben könnte. Das Wappen wurde am 11. April 1967 durch das Hessische Ministerium des Innern genehmigt. |

### Flagge
Am 11. April 1967 genehmigte der Hessische Minister des Innern die Flagge mit folgender Beschreibung:

„Auf der blau-weiß-blau (im Verhältnis 1:4:1) gestreiften Flagge in der oberen Hälfte der weißen Mittelbahn das Gemeindewappen.“

Eine amtliche Hissflagge führt die Gemeinde nicht. Lokal wird jedoch, angelehnt an die Bannerflagge, eine blau-weiß-blaue Flaggenbahn, belegt mit dem Gemeindewappen verwendet.

### Gemeindepartnerschaften
Bonneval (Eure-et-Loir), Frankreich (seit 1981)

## Kultur und Sehenswürdigkeiten

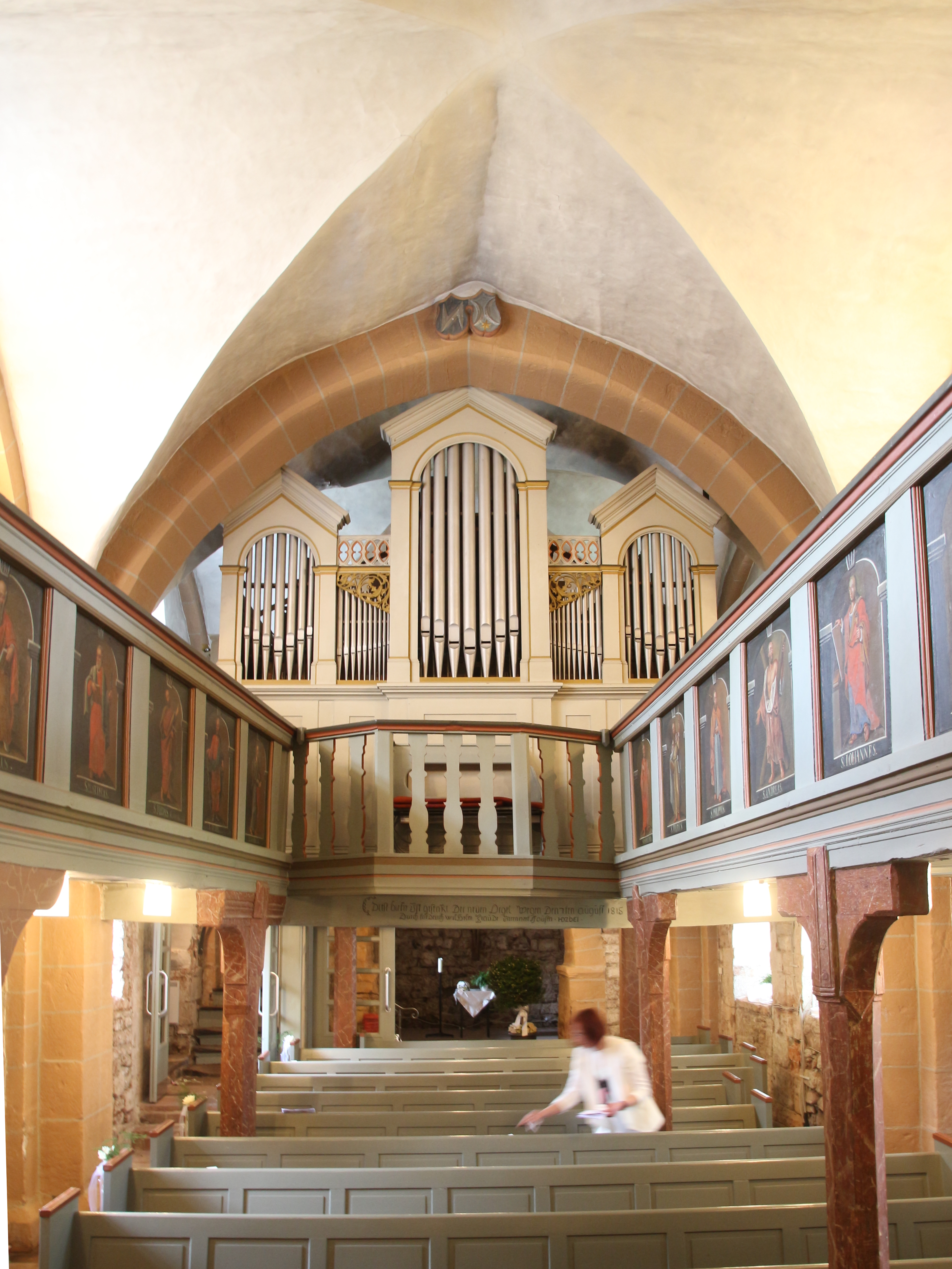
Das Wappen derer von Allendorf über der Orgel der Kirche in Battenfeld

### Bauwerke

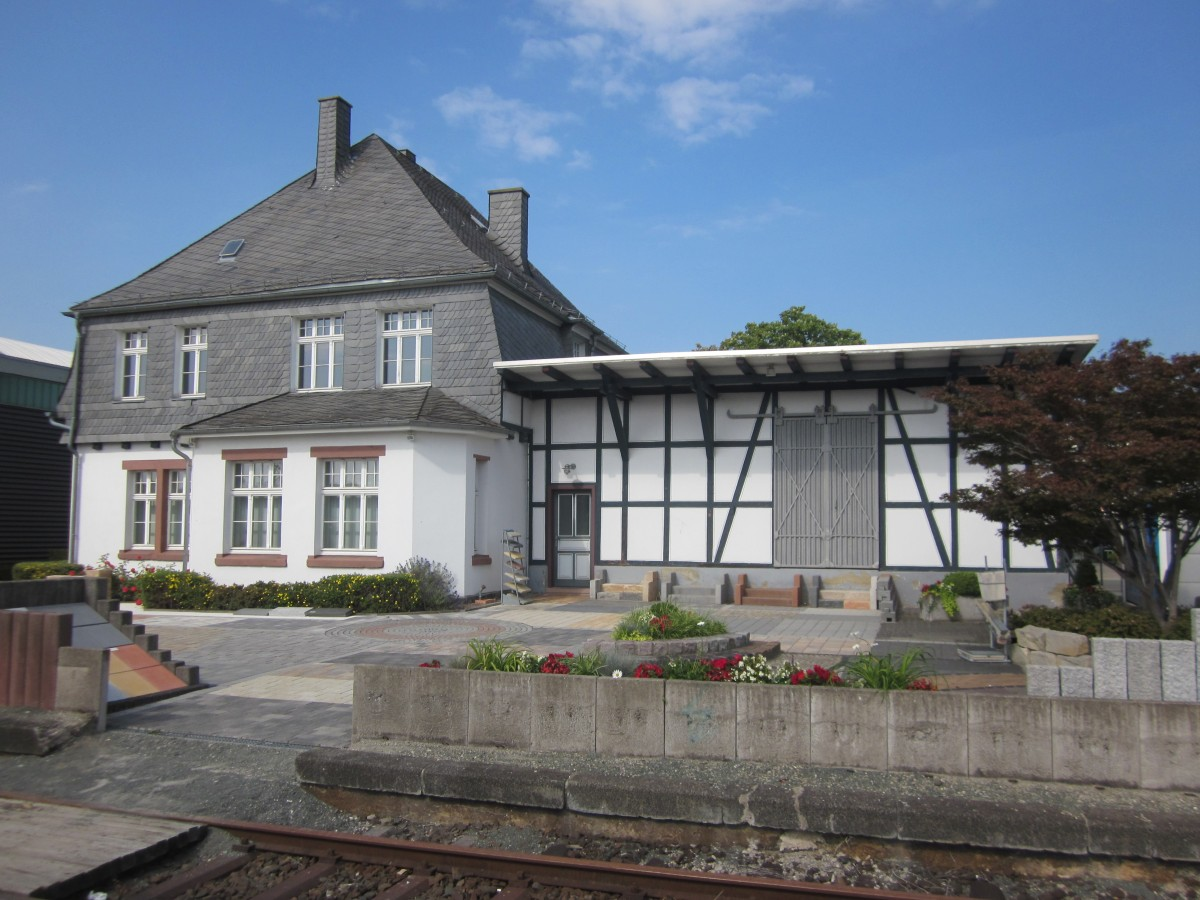
Denkmalgeschützter ehemaliger Bahnhof

- Das ehemalige Bahnhofsgebäude steht unter Denkmalschutz
- Evangelische Kirche Battenfeld
Romanische kreuzförmige Basilika aus dem 12./13. Jahrhundert. Erhalten sind zwei Joche im Schiff und die Vierung mit Kreuzgratgewölben sowie ein kuppelartiges Gewölbe im Chor.
- Alte Kirche Allendorf
Aus der Zeit der späten Gotik mit wuchtigem Chorturm, dessen flacher Helm (allseitig abgewalmt mit kurzem First) auf den Langseiten mit zwei Erkern besetzt ist und eine interessante Silhouette darbietet. Baudatum: 1496
- Kirche Rennertehausen
Fachwerkkirche aus dem Jahre 1609, mit Speichergeschoß und interessanter Kanzel.
- Kirche Haine
Fachwerkkirche mit wertvoller Ausstattung aus dem Jahre 1676.
- Altes Steinbackhaus
im Ortsteil Rennertehausen, Im Wiesenhof 9.
- Heimatstuben in den Ortsteilen
- Ofenmuseum
in den Viessmann-Werken: Sammlung Stritzinger, ehemals in Burrweiler
- Die Historische Grenze
zwischen Hessen-Darmstadt und Hessen-Kassel durchzieht das Gemeindegebiet von Nord nach Süd. Viele Grenzsteine (die ältesten von 1650) sind erhalten und werden gepflegt.
- Zahlreiche schöne Fachwerkhäuser in allen Ortsteilen.
- Flugplatz Allendorf (regelmäßige Führungen)

### Naturräume
- Die Stedefelsen
200 m unterhalb des Ederwehres Rennertehausens, sind eine geologische Kostbarkeit aus Zechstein.

### Vereine
Einige Vereine des Ortsteils Allendorf:
| Vereinsname                             | Gründungsjahr | Beschreibung                                                               |
| --------------------------------------- | ------------- | -------------------------------------------------------------------------- |
| DFC Allendorf/Eder                      | 1994          | Frauenfußball; Abspaltung vom TSV Battenberg                               |
| FC Ederbergland                         | 1997          | Zusammenschluss der Fußballsparten des SV Allendorf und des TSV Battenberg |
| FC Türkgüçü Allendorf                   | 1981          | Fußball                                                                    |
| Kultur-Förderkreis Allendorf/Eder e. V. | 1975          | Erhaltung der Alten Kirche, Gestaltung und Betreuung des Dorfmuseums       |
| Schützenverein 1910 e. V.               | 1910          | Schießsport und Geselligkeit                                               |

## Wirtschaft und Infrastruktur

### Flächennutzung
Das Gemeindegebiet umfasste 2015 eine Gesamtfläche von 4179 Hektar, davon entfielen in ha auf:

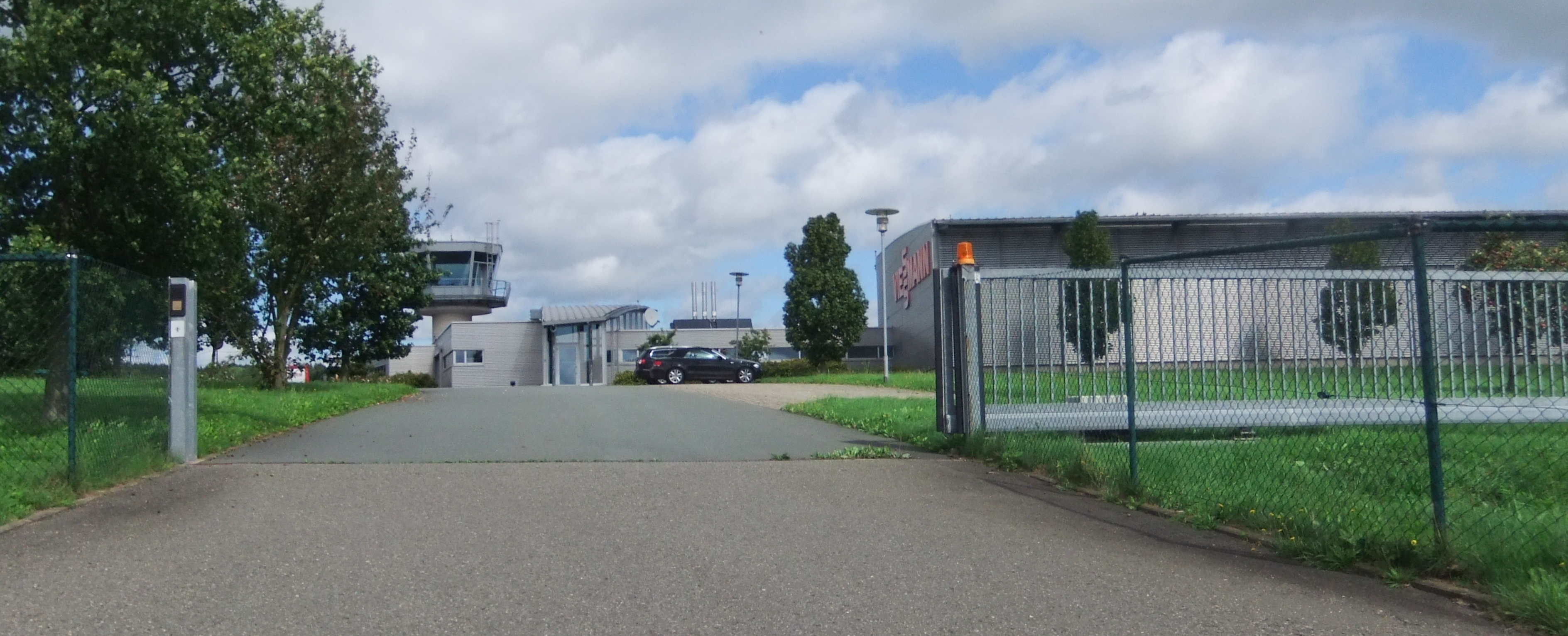
Flugplatz Allendorf

| Nutzungsart             | Nutzungsart             | 2011 | 2015 |
| ----------------------- | ----------------------- | ---- | ---- |
| Gebäude- und Freifläche | Gebäude- und Freifläche | 253  | 254  |
| davon                   | Wohnen                  | 143  | 144  |
|                         | Gewerbe                 | 56   | 56   |
| Betriebsfläche          | Betriebsfläche          | 12   | 11   |
| davon                   | Abbauland               | 0    | 0    |
| Erholungsfläche         | Erholungsfläche         | 20   | 20   |
| davon                   | Grünanlage              | 9    | 9    |
| Verkehrsfläche          | Verkehrsfläche          | 318  | 317  |
| Landwirtschaftsfläche   | Landwirtschaftsfläche   | 1361 | 1359 |
| davon                   | Moor                    | 0    | 0    |
|                         | Heide                   | 0    | 0    |
| Waldfläche              | Waldfläche              | 2145 | 2147 |
| Wasserfläche            | Wasserfläche            | 54   | 54   |
| Sonstige Nutzung        | Sonstige Nutzung        | 17   | 17   |

### Öffentliche Einrichtungen
In der Gemeinde gibt es drei Kindertagesstätten (Allendorf, Battenfeld, Rennertehausen), die unter kirchlicher Leitung Betreuungsplätze anbieten. Sie werden von der Kommune finanziell unterstützt.

### Ansässige Unternehmen
Allendorf beheimatet mit den Viessmann Werken den größten Arbeitgeber der Region. Der Heiztechnikhersteller beschäftigt weltweit mehr als 12.500 Mitarbeiter bei einem Jahresumsatz von ca. 2,25 Milliarden Euro.

### Verkehr
Allendorf liegt am Schnittpunkt der Bundesstraßen 236 und 253. Der Personenverkehr am Trennungsbahnhof Allendorf (Eder) auf den Bahnstrecken Nuttlar–Frankenberg und Bad Berleburg–Allendorf wurde eingestellt, beide werden nur noch abschnittsweise zum Gütertransport genutzt. Weiterhin hat Allendorf einen kleinen Verkehrslandeplatz.

### Radfernwege
In der Umgebung von Allendorf verlaufen folgende Radwanderwege:
- Der Hessische Radfernweg R6 beginnt in Diemelstadt in Nordhessen und verläuft mit einer Gesamtlänge von 380 km bis nach Lampertheim in Südhessen.
- Der Hessische Radfernweg R8 startet in Frankenberg und verläuft über 310 km durch das Gladenbacher Bergland, den Westerwald, den Taunus, Frankfurt am Main, den Odenwald bis an die Bergstraße.
- Der 180 km lange Ederauenradweg beginnt im Rothaargebirge in Nordrhein-Westfalen und heißt in Hessen Eder-Radweg. Er folgt dem Lauf der Eder bis zur Mündung in die Fulda bei Guxhagen.
- Ein Fahrradweg entlang der Oranier-Route verläuft über 400 km von Bad Arolsen nach Nassau. Er verbindet Städte, die seit vielen Jahrhunderten eng mit dem Niederländischen Königshaus verbunden sind.
- Der Lahn-Eder-Radweg startet ca. 12 km nördlich von Marburg in Sarnau und führt durch das Tal der Wetschaft und Nemphe sowie durch den Burgwald bis nach Frankenberg. Er ist vor allem als Verbindungsweg zwischen dem Eder-Radweg und dem Lahntal-Radweg von Bedeutung.

## Persönlichkeiten
- Friedrich von Breidenbach zu Breidenstein (1781–1856), Gutsbesitzer und Mitglied der 1. und 2. Kammer der Landstände des Großherzogtums Hessen
- Hermann Reis (1896–nach dem 29. September 1944), deutsch-jüdischer Rechtsanwalt und Notar
- Reinhard Kahl (* 1948), Realschulkonrektor, Politiker (SPD), Mitglied des Hessischen Landtags